# Class of '09
Class of '09 es una serie de televisión limitada estadounidense de drama y suspenso creada por Tom Rob Smith para FX. Se estrenó en FX on Hulu el 10 de mayo de 2023.

## Sinopsis
La serie tiene lugar en tres períodos de tiempo distintos: el pasado (2009), el presente 2023  y el futuro (2025 y 2034), y sigue las vidas y carreras de un equipo de reclutas del FBI mientras se enfoca en la transformación del sistema de justicia penal de los Estados Unidos, ya que se ve alterado por el surgimiento de la inteligencia artificial.

## Elenco y personajes

### Principales
- Brian Tyree Henry como Tayo Michaels: un exajustador de seguros, agente especial a cargo y Subdirector Ejecutivo y que luego se convierte en Director del FBI.
- Kate Mara como Ashley Poet: una agente especial y exenfermera especializada en trabajo encubierto.
- Sepideh Moafi como Hour Nazari: un agente especial iraní-estadounidense y graduado del MIT que se involucra con la División de Ciberseguridad de la agencia.
- Brian J. Smith como Daniel Lennix: un Subdirector Ejecutivo Asociado y exabogado.
- Jon Jon Briones como Gabriel: un agente especial y entrenador en Quantico en 2009.
- Brooke Smith como Drew: un agente especial y entrenador en Quantico en 2009 y 2023.
- Jake McDorman como Murphy: un agente especial y exoficial del Departamento de Policía de Salt Lake City
- Rosalind Eleazar como la Dra. Vivienne McMahon: la esposa de Tayo y abogada de derechos civiles, más adelante jueza federal.

### Recurrente
- Raúl Castillo como Amos García: un emprendedor tecnológico de IA que diseñó el sistema de IA original para el FBI
- Rasool Jahan como Spenser: un Senador de los Estados Unidos y escéptico del sistema de IA del FBI en 2034.
- Lindsay Ayliffe como Shannon Fitzgerald: la Directora del FBI en 2025 y predecesora de Tayo.
- Dan Tracy como Warren: uno de los subordinados del FBI de Tayo en 2034.

### Invitado
- Mark Pellegrino como Mark Tupirik, un terrorista doméstico en 2023.

## Producción
El 22 de junio de 2021, se anunció que FX ordenó la producción de la serie con ocho episodios. La serie limitada es creada por Tom Rob Smith, quien también desempeña ser productor ejecutivo junto a Nina Jacobson y Brad Simpson, con Nellie Reed como productora. FX Productions y Color Force son las productoras involucradas en la producción de la serie. Junto con el anuncio de la serie, se anunció que Brian Tyree Henry y Kate Mara se unieron al elenco principal. El 13 de agosto de 2022, se anunció que Sunu Gonera dirigirá el piloto. El 10 de noviembre de 2021, se anunció que Raúl Castillo, Jake McDorman, Sepideh Moafi, Brian J. Smith, Jon Jon Briones, Brooke Smith y Rosalind Eleazar se unieron al elenco principal. El 1 de marzo de 2022, Steven Canals anunció que dirigió dos episodios de la serie.

## Lanzamiento
Class of '09 se estrenó en FX on Hulu el 10 de mayo de 2023, con ocho episodios, lanzando sus dos primeros capítulos ese mismo día, mientras que el resto semanalmente. A nivel internacional se estrenó en Disney+ Star, mientras que en Hispanoamérica se estrenó en Star+.

## Recepción
En el sitio web del agregador de reseñas Rotten Tomatoes tiene un índice de aprobación del 61%, basándose en 31 reseñas con una calificación media de 6.5/10. El consenso crítico dice: «Class of '09 difícilmente suspende gracias a un elenco impresionante y una estructura intrigante, pero la ejecución anémica mantiene a esta serie lejos de ser la mejor estudiante». En Metacritic, tiene una puntuación media ponderada de 63 de 100, basada en 20 reseñas, indicando «reseñas generalmente favorables».